# Heilige Stiege (Bonn)

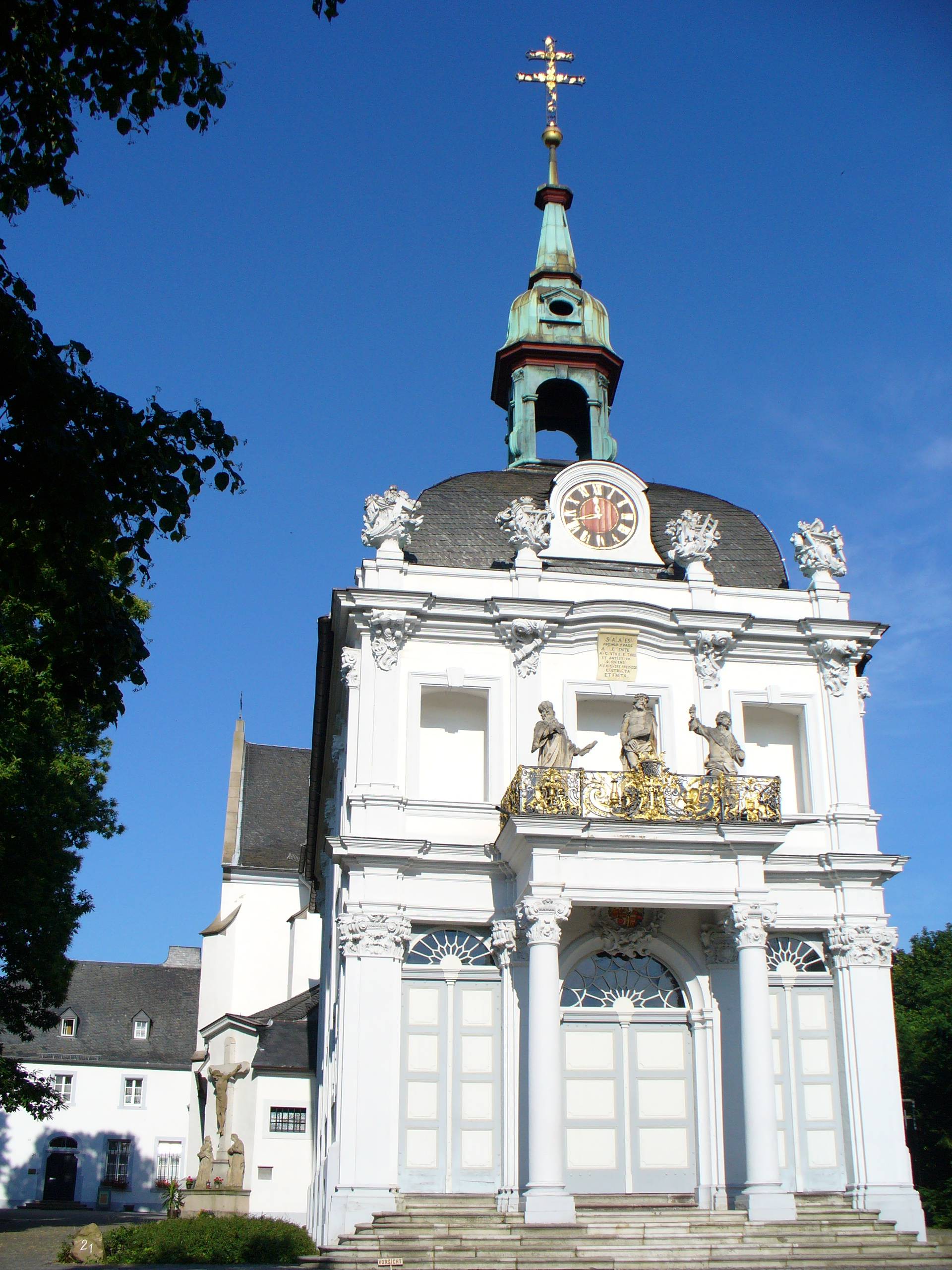
Das Gebäude der Heiligen Stiege auf dem Bonner Kreuzberg

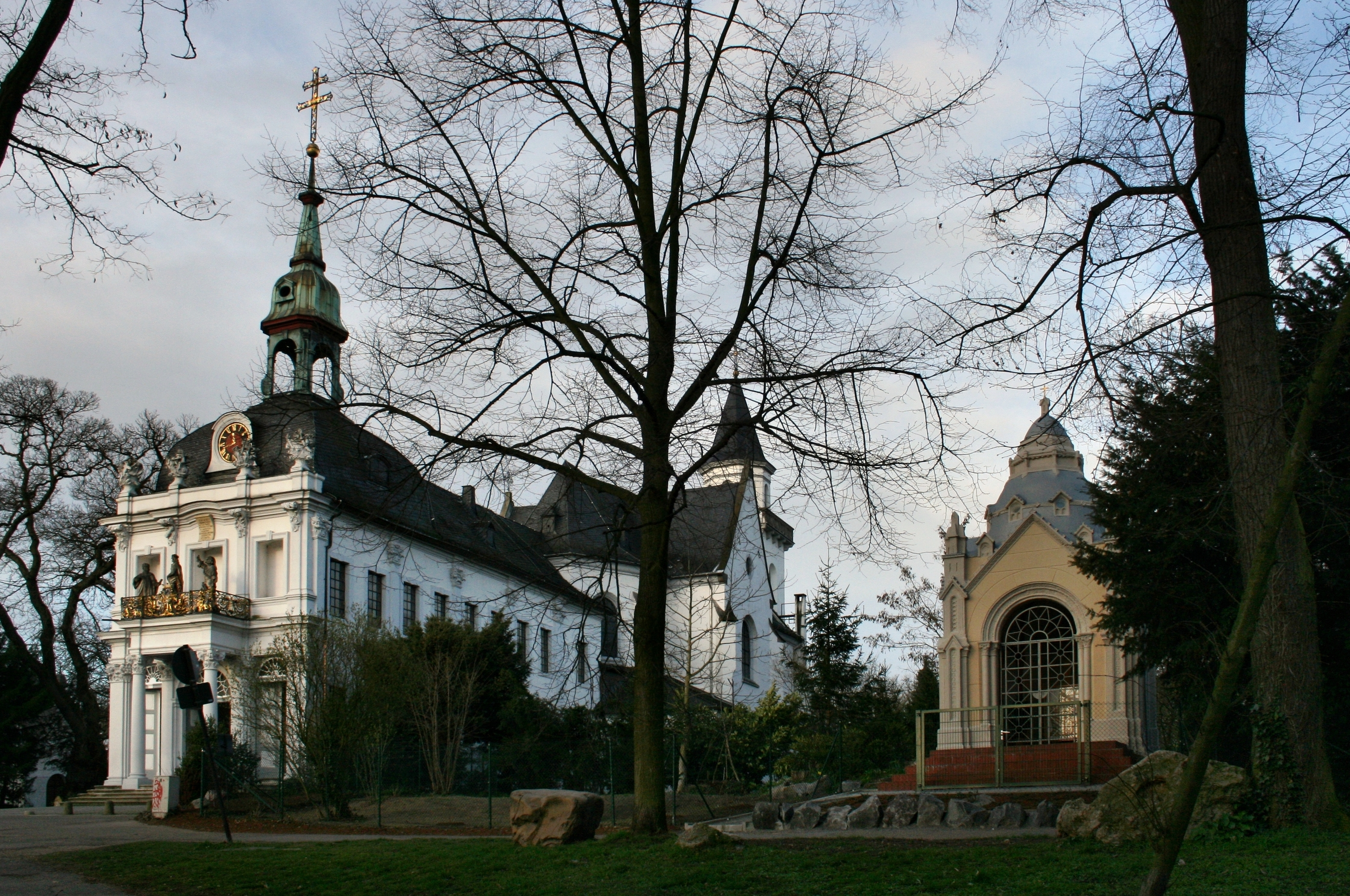
Anlage der Kreuzbergkirche mit der Heiligen Stiege und der Freundeskapelle

Die Heilige Stiege im Bonner Ortsteil Endenich ist ein Passions-Wallfahrtsort auf dem Kreuzberg und gehört zum Baukomplex der dortigen Kreuzbergkirche.

## Geschichte
1751 weihte der Kölner Kurfürst Clemens August die von ihm 1746 gestiftete und von Balthasar Neumann als seinem letzten Werk im Kurkölnischen errichtete Heilige Stiege ein.

## Bedeutung
Die Heilige Stiege ist eine Nachbildung der „Scala Santa“, der angeblich vom Palast des Pilatus stammenden Treppe, die Jesus vor seiner Verurteilung hinaufsteigen musste und die schon 326 nach Rom gebracht worden sein soll. Seitdem erklimmen Pilger jedes Jahr an Karfreitag und Karsamstag auf Knien die insgesamt 28 Stufen, wobei jede Stufe für ein Gebet genutzt wird, bis sie den Altar mit Jesus als Erlöser am Kreuz erreichen.
Solche Heiligen Stiegen waren besonders in Bayern sehr verbreitet. Bis heute erhalten blieben sie in der Kajetanerkirche in Salzburg, in Bad Tölz, in Lenggries und in Windberg. Im Rheinland ist die Heilige Stiege in Bonn die einzige ihrer Art.

## Ausstattung
Die Wände schmücken Malereien von Johann Adam Schöpf mit Episoden der Passionsgeschichte, die 1892 von Franz Thöne restauriert wurden. Kleine Messingkreuze auf der zweiten, elften und zwanzigsten Marmorstufe markieren die Blutstropfen Christi.

## Besichtigung
Geöffnet ist die Heilige Stiege am Karfreitag und Karsamstag sowie am 14. September zum Patronatsfest, dem Fest der Kreuzerhöhung. Ganzjährig ist sie von außen zu besichtigen.

## Einzelnachweise

Galerie
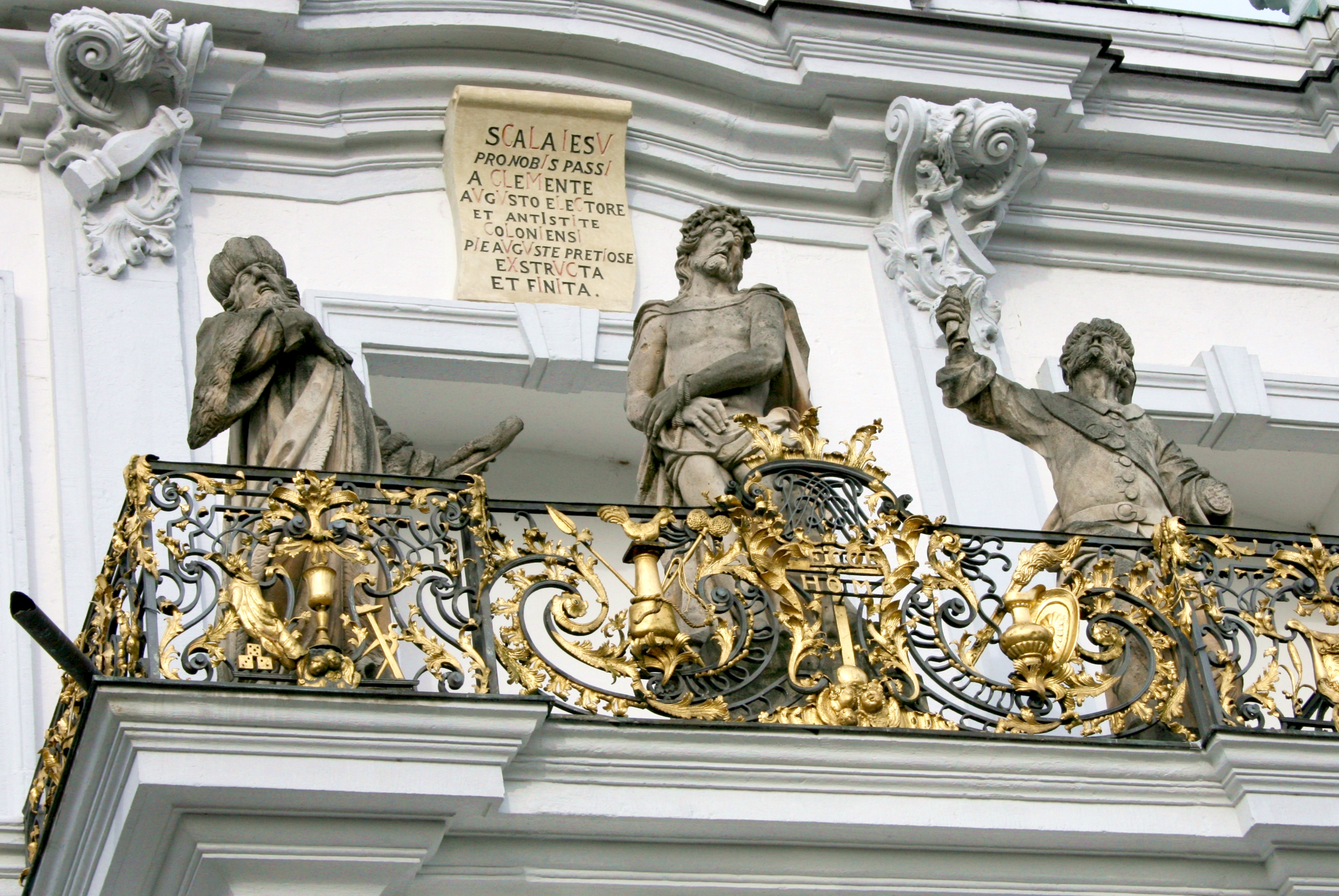
Balkonszene
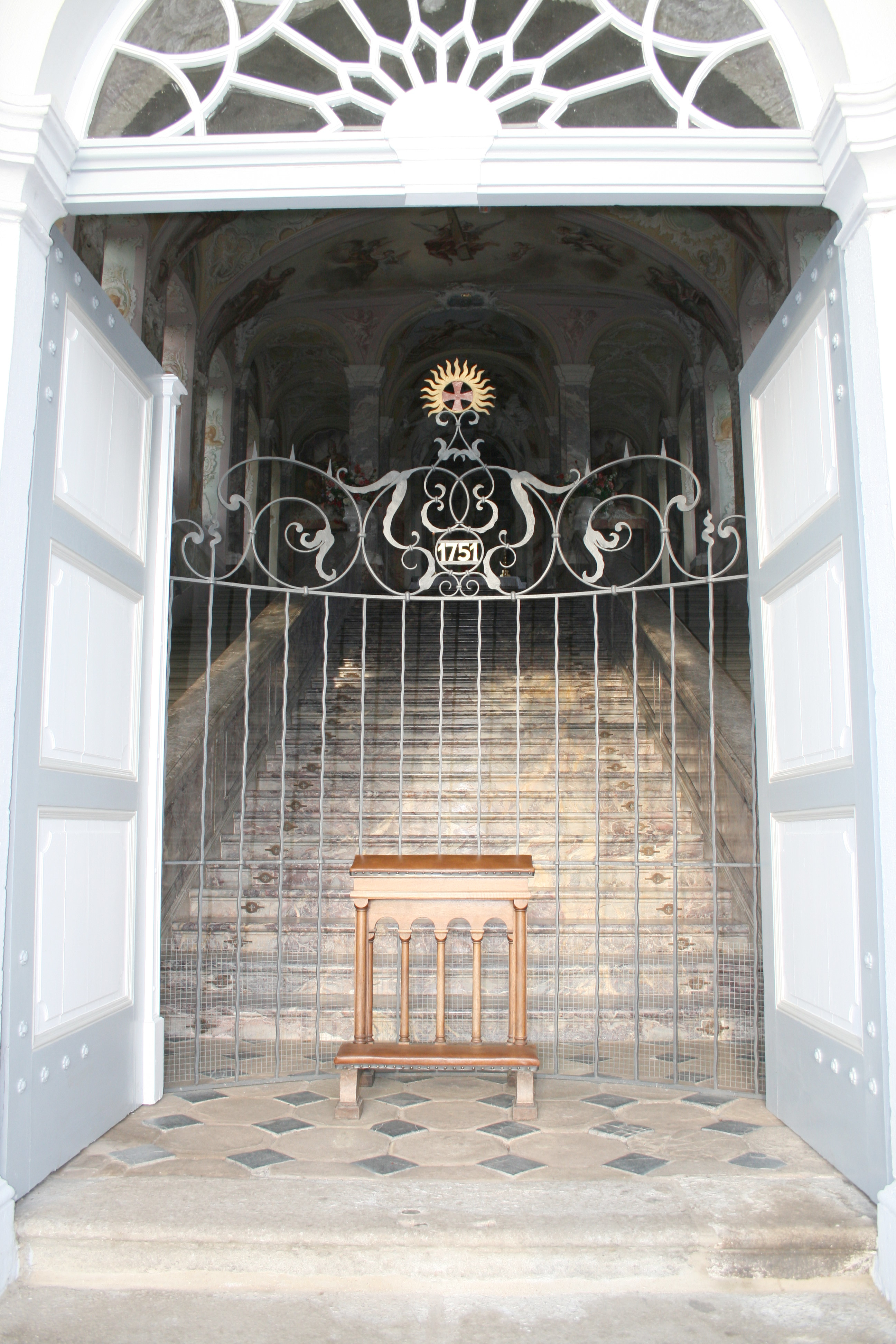
Hauptpforte
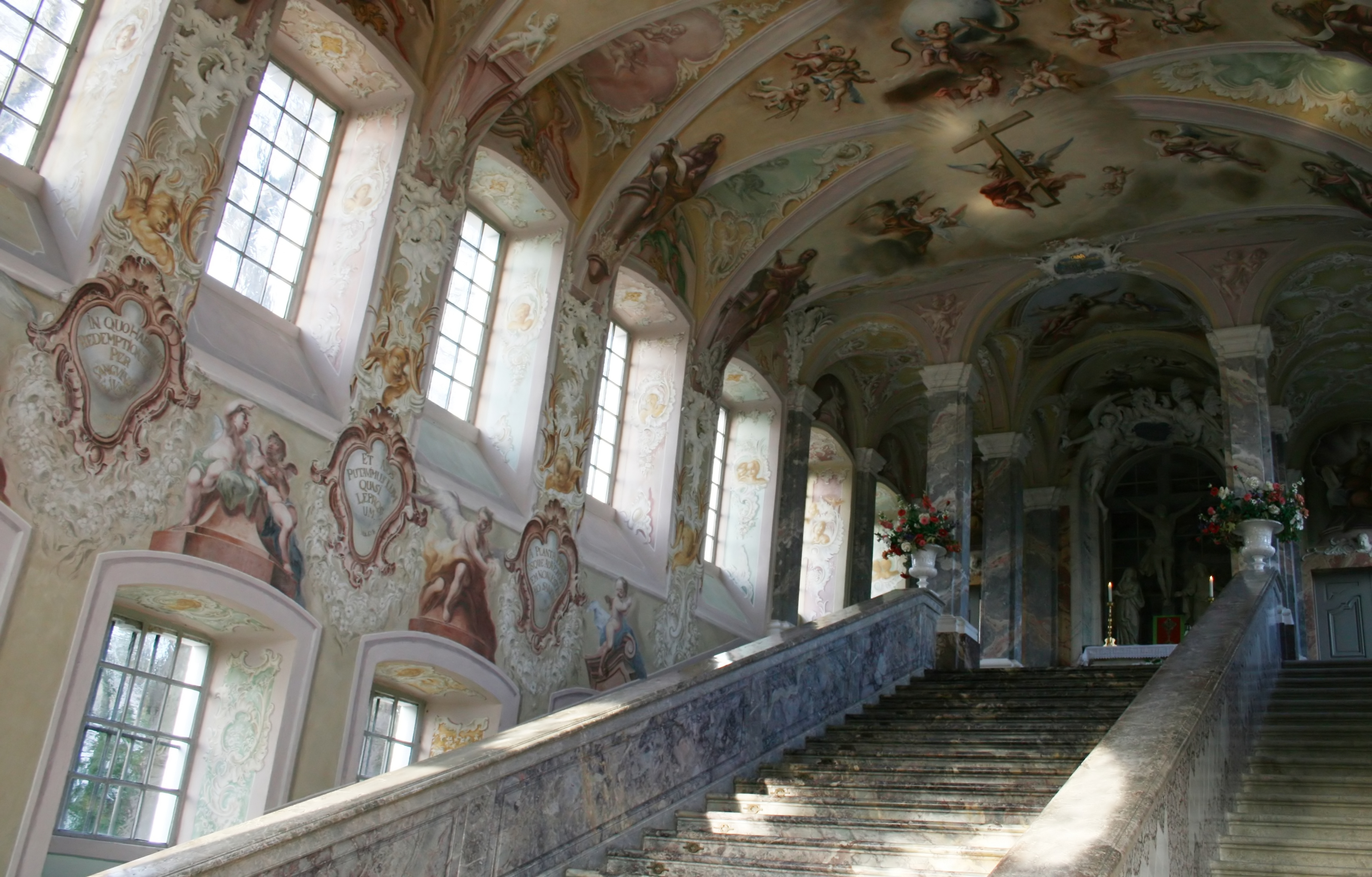
Stiege mit rechter Treppe
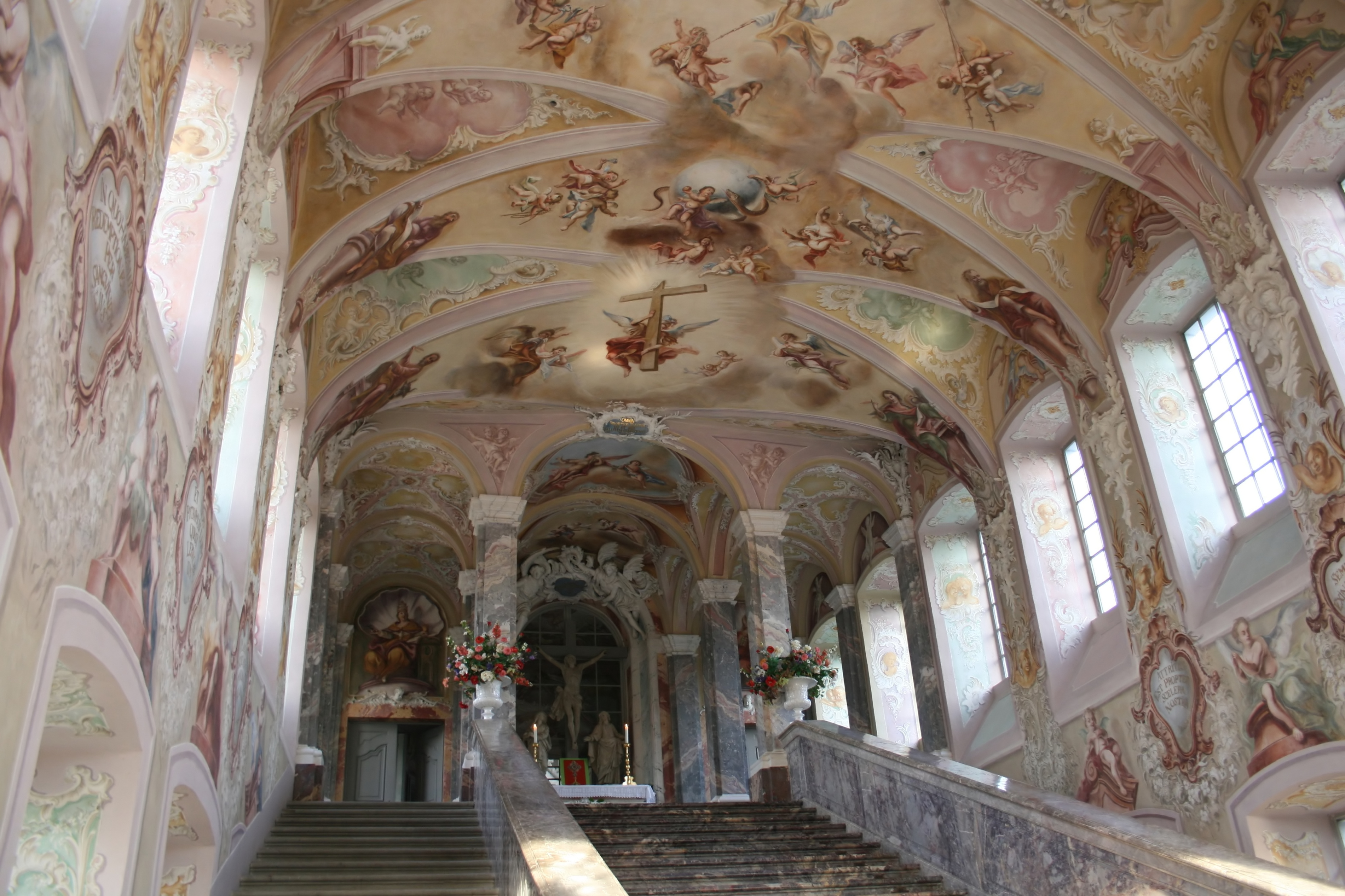
Stiege mit linker Treppe
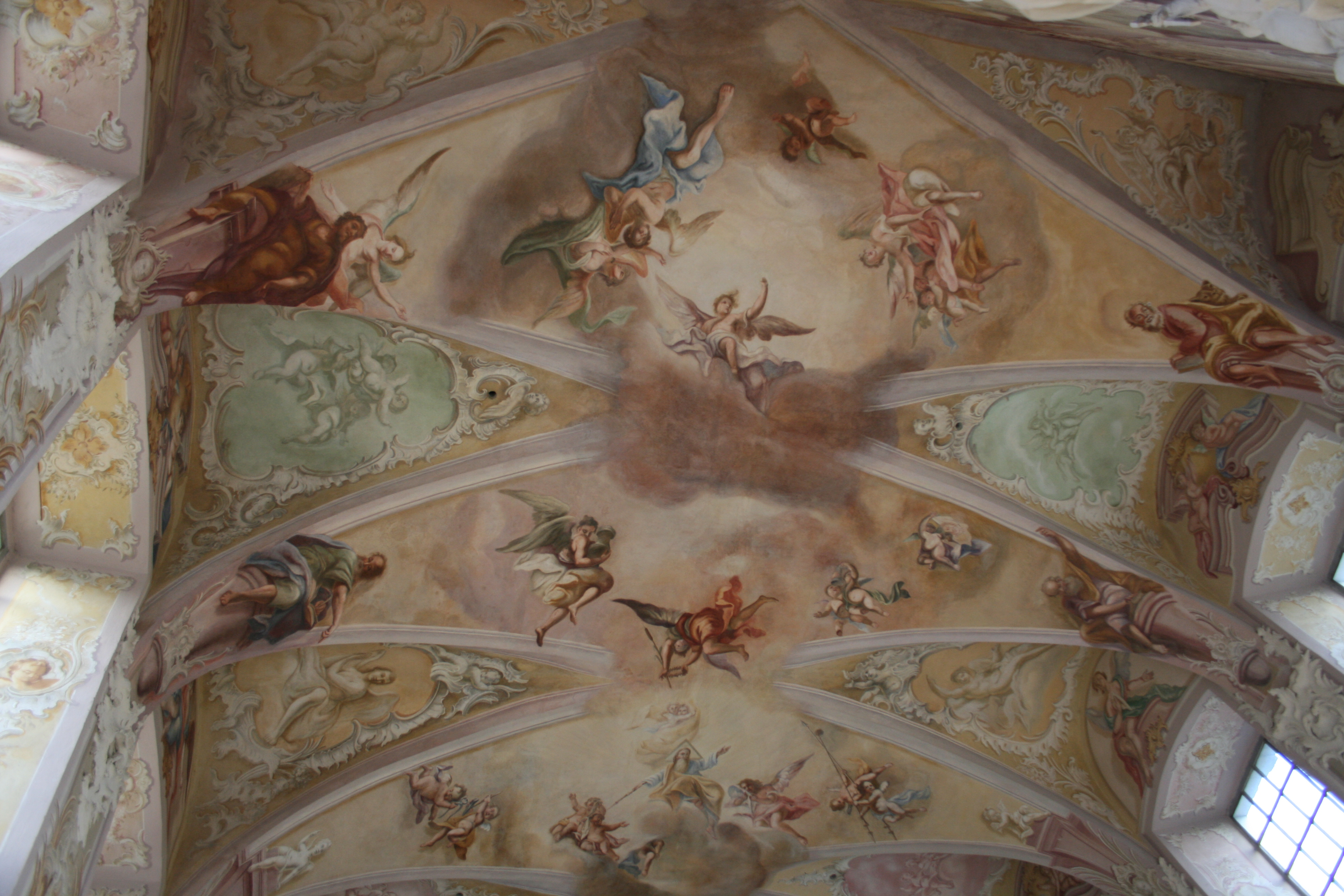
Deckenansicht